# Rubus hochstetterorum
Rubus hochstetterorum (лат.) — цветковое растение, вид рода Малина (Rubus) семейства Розовые (Rosaceae). Эндемик Азорских островов.

## Описание
Rubus hochstetterorum — полукустарник, растущий плоским, дугообразным ростом или взбирающийся кустами, достигая высоты до 2 м.

### Вегетативные структуры
Стебли почти голые, лишённые желёз толщиной до 1,4 см, округлые в поперечном сечении с винно-красным оттенком. Покрыты крепкими изогнутыми шипами. Листья очерёдные, разделены на черешок и листовую пластинку. Черешки покрыты сильно изогнутыми шипами. Пальчато-разделённая листовая пластинка состоит из пяти листочков. Отдельные листочки широкоэллиптические, сильно выпуклые и имеют короткий кончик. Пластинка конечного листочка почти округлая с сердцевидным основанием. Верхняя поверхность листа зелёная, почти голая и слегка блестящая, а нижняя сторона зелёная или серо-зелёная со звездчатыми волосками.

### Цветочные структуры
Период цветения длится с июня по июль. Соцветия шириной 20-30 см безлистные на протяжении 20-40 см наверху и покрыты трёх- или пятилепестковыми листьями снизу. Цветоносы серые, войлочные, опушённые и покрыты несколькими шипами длиной 1-2 мм. Цветки обоеполые радиально-симметричные пятилепестковые, с двойным околоцветником диаметром до 5 см. Чашелистики серо-зелёные. Пять светло-розовых или белых лепестков широко обратнояйцевидные.

## Ареал и местообитание
Эндемик Азорских островов. Встречается на островах Корву, Фаял, Флориш, Пику, Санта-Мария, Сан-Жоржи, Сан-Мигел и Терсейра. Растёт в живых изгородях и в лесных кустарниковых зарослях Myrica faya и эрики древовидной (Erica arborea) на высоте от 300 до 900 м

## Охранный статус
Rubus hochstetterorum занесён в Красный список МСОП как «вызывающий наименьшие опасения вид» с 2016 года.

## Таксономия
Rubus hochstetterorum впервые описан в 1844 году Морицем Зойбертом во Flora Azorica quam ex Collectionibus Schedisque Hochstetteri Patris et Filii. (Bonnae, 1844). Зойберт сам не видел живых образцов растений. Первое описание было основано на гербарных образцах, которые Карл Кристиан Хохштеттер собрал во время своей трёхмесячной поездки на Азорские острова в 1838 году. Голотип был получен с острова Пику. Видовой эпитет hochstetterorum - в честь как собравшего экземпляр коллекционера Карла Хохштеттера (1818-1880), так и его отца Кристиана Фердинанда Фридриха Хохштеттера (1787–1860), который был одним из организаторов исследовательской и коллекционной поездки.